# Франсіско Марія Ореамуно Бонілья
Франсіско Марія Ореамуно Бонілья (ісп. Francisco María Oreamuno Bonilla; 4 жовтня 1801 — 23 травня 1856) — державний і політичний діяч, восьмий голова держави Коста-Рики.

## Політична кар'єра
Розпочав свою політичну діяльність 1821 року, ввійшовши до лав картагоських республіканських груп. Обіймав різні адміністративні посади в державних органах рідного міста, зокрема був місцевим депутатом, членом Рахункової палати, а 1831 року очолив муніципалітет Картаго. Від 1831 до 1838 року керував федеральною митницею Пунтаренаса, а також 1838 та 1842 року був головним міністром. 1838 року був призначений на посаду комісара Коста-Рики в Нікарагуа. Від 1843 до 1844 року був членом Конституційної асамблеї й одночасно заступником голови держави.
Після перемоги на виборах 1844 року очолив державу, але пробув на посаді недовго й уже наступного місяця повернувся до Картаго. У квітні 1845 року парламент призупинив його повноваження та наказав відкрити кримінальну справу за відмову від влади, втім Ореамуно Бонілья залишався формальним головою держави до червня 1846 року, коли в країні відбувся військовий переворот.
1847 року отримав портфелі міністра фінансів, народної освіти, армії та флоту. Від 1849 до 1850 року був губернатором Картаго, від 1850 до 1856 — віцепрезидентом республіки й одночасно головою Конституційного конгресу Коста-Рики.